# Ordinary Day (canción de Dolores O'Riordan)
«Ordinary Day» es una canción escrita por la cantautora irlandesa Dolores O'Riordan, quien fuera vocalista de The Cranberries, en 2007. Fue el primer sencillo de su álbum debut como solista, Are You Listening?.

## Vídeo musical
El vídeo musical fue dirigido por Caswell Cloggins y se rodó en Praga. En él aparece una niña parecida a Caperucita Roja. El videoclip se estrenó el 17 de marzo de 2007 en el canal de música y radio español Los 40 principales, y alcanzó el número 27 en su cuenta atrás musical.

## Versión de The Cranberries
O'Riordan cantó a veces la canción en directo en conciertos con The Cranberries, que llegó a interpretarlo en vivo en 2010, en un concierto celebrado en Chile, que fue filmado para la televisión. También interpretaron la canción en un concierto en Londres en 2012, versión que estuvo disponible en su álbum en directo, Live at the Hammersmith Apollo, London 2012.

## Posición en listas
| Listas (2007)                        | Posición más alta |
| ------------------------------------ | ----------------- |
| Bélgica (Ultratop - Flandes)         | 68                |
| Estados Unidos (Alternative Airplay) | 28                |
| Irlanda (IRMA)                       | 50                |
| Italia (IFPI)                        | 2                 |
| Reino Unido (UK Singles Chart)       | 106               |
| Rusia                                | 180               |
| Ucrania                              | 64                |